# Kaunissaari (ö i Satakunta)
Kaunissaari är en ö i Finland. Den ligger i Bottenhavet och i kommunen Euraåminne i den ekonomiska regionen  Raumo ekonomiska region i landskapet Satakunta, i den sydvästra delen av landet. Ön ligger omkring 31 kilometer söder om Björneborg och omkring 220 kilometer nordväst om Helsingfors.
Öns area är 36 hektar och dess största längd är 1,6 kilometer i öst-västlig riktning. Ön höjer sig omkring 20 meter över havsytan. I omgivningarna runt Kaunissaari växer i huvudsak barrskog.